# 新潟県道483号山之坊大峰小滝線

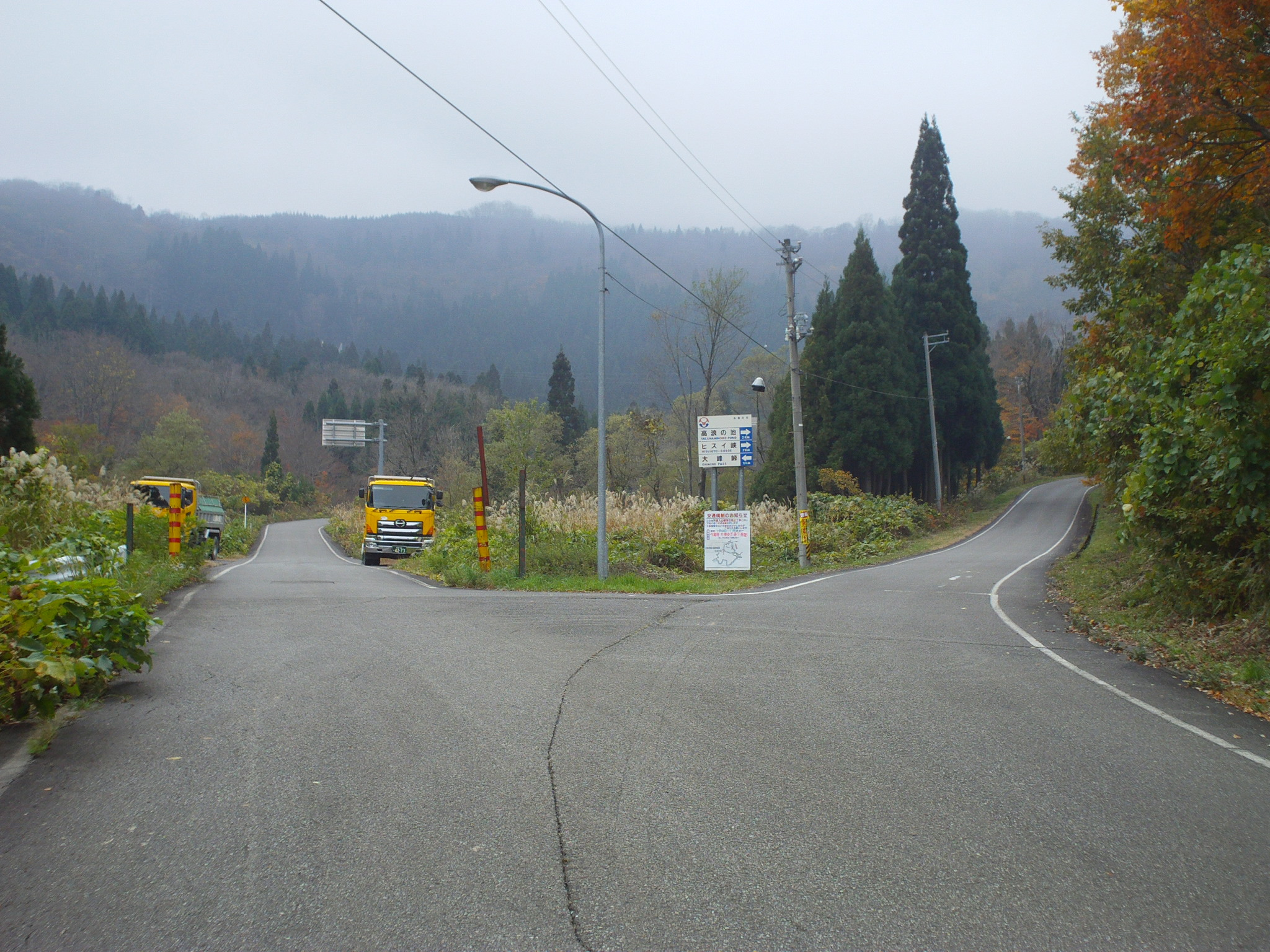
林道入山線（右方）との分岐。手前と左方が県道本線（2011年11月）

新潟県道483号山之坊大峰小滝線（にいがたけんどう483ごう やまのぼうおおみねこたきせん）は、新潟県の糸魚川市内を通る一般県道である。

## 概要
糸魚川市南部の小滝地区の各集落を結ぶ。起終点で同一の国道（国道148号）と接している。このため、1995年（平成7年）の7.11水害で国道148号の一部区間が不通になった際は未開通区間2.7㎞を急ピッチで建設し、同区間が完成した同年9月12日8時半以降は国道のう回路として機能していた（ただし2t以下の車両と二輪車のみ午前6時から午後9時まで通行可能）。
起点のある糸魚川市山之坊は一級河川姫川左岸の集落であり、対岸は長野県北安曇郡小谷村北小谷の姫川温泉である。当県道は国道148号と並行している。国道が姫川に沿っているのに対し、当県道は国道より西側の山間部を縦走する。大峰峠の前後の区間は冬期閉鎖される。

### 路線データ
- 起点：新潟県糸魚川市大字山之坊字牛巻2685-3（＝国道148号交点）
- 終点：新潟県糸魚川市小滝（＝大正橋南詰、国道148号交点）
- 全線開通：1995年（平成7年）9月12日[2]

## 路線状況
全区間セメントやアスファルトで舗装されているものの、そのうち全体の約92.5％（9.8646km＝9864.6m）はアスファルトで簡易舗装されている。
規格改良に関しては、全体の約87.4％にあたる9.3198km＝9319.8mが改良済みである。5.5m以上の幅員が確保されている延長は全体の約8％（0.8543km＝854.3m）に過ぎず、全体の約8.8％の0.9417km（＝941.7m）は規格未改良であり、かつ幅員3.5m未満である。歩道は0.0159km（＝15.9m）設置されている。

### 冬期閉鎖区間
- 糸魚川市山之坊（山之坊） - 同市小滝（夏中） 4.7km
  - 概ね12月上旬から翌年4月中旬まで閉鎖される[3]。

## 地理

### 通過する自治体
- 新潟県
糸魚川市

### 交差する道路
- 国道148号（新潟県糸魚川市山之坊：起点）
- 国道148号（新潟県糸魚川市小滝：終点）
  - なお、終点で交わる国道148号の北、姫川に架かる大正橋北詰で新潟県道526号蒲池西山線と接続しているが、1995年（平成7年）7月11日（7.11水害）以降、通年通行止めとなっている。

### 峠
- 大峰峠

### 沿線
- 姫川
- 小滝川
  - ヒスイ峡
- 東京発電 新小滝川発電所
- JR大糸線 第7下姫川橋梁、小滝駅、第3下姫川橋梁、大前トンネル
- 黒部川電力 姫川第六発電所